# سعد الشمري
سعد سطام الشمري (6 اغسطس 1980) هو لاعب كرة قدم قطري، من مواليد رفحاء في شمال المملكة السعودية، ويلعب مع نادي الغرافة ومنتخب قطر لكرة القدم.

## روابط خارجية
- سعد الشمري على موقع الاتحاد الدولي (مؤرشف)  (الإنجليزية)
- سعد الشمري على موقع ناشيونال فوتبول تيمز (الإنجليزية)
- سعد الشمري على موقع كووورة